# 迪維索爾山脈國家公園

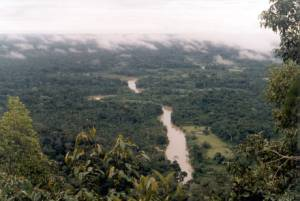

8°22′S 73°20′W / 8.36°S 73.33°W
迪維索爾山脈國家公園（西班牙語：Parque nacional de la Sierra del Divisor），是巴西的國家公園，位於該國西北部阿克里州，成立於1989年6月16日，佔地83.8萬公頃，西面毗鄰秘魯接壤邊境，最高點海拔高度609米。